# Вбити за лайк
Вбити за лайк (в англомовному варіанті Tragedy Girls) — американський комедійний фільм жахів 2017 року режисера Тайлера Макінтайра, за сценарієм Кріса Лі Гілла та Макінтейра. В головних ролях знялися Александра Шипп, Бріанна Гільдебранд, Джошуа Гатчерсон, Крейг Робінсон, Кевін Дюранд і Джек Квейд.

## Опис
Дві подружки, старшокласниці-чирлідерші, одержимі мрією стати зірками соціальних мереж. Але, як відомо, хорошими справами прославитися не можна. Тому вони заводять блог «Кошмарні дівчата», в якому смачно коментують трагедії та нещасні випадки, що відбуваються в їхньому містечку. Кількість фоловерів зростає, але для нових лайків потрібні нові криваві репортажі. Амбітні дівчата, відчуваючи гостру нестачу матеріалу, приймаються вбивати всіх, хто заважає їм по життю, поєднуючи «приємне» з «корисним».

## У ролях
| Актор               | Роль               |
| ------------------- | ------------------ |
| Александра Шипп     | Маккайла Гупер     |
| Бріанна Гільдебранд | Седі Каннінгем     |
| Джош Гатчерсон      | Тобі Мітчел        |
| Крейг Робінсон      | Альберт Гілл       |
| Кевін Дюранд        | Ловел Орсон Леманн |
| Джек Квейд          | Джордан Велч       |
| Тімоті Мерфі        | шериф Блейн Велч   |
| Ніккі Велан         | місіс Кент         |
| Керрі Родес         | Дрю                |
| Остін Абрамс        | Крейг Томпсон      |
| Енді Бетея          | містер Гупер       |
| Розалінд Чао        | майор Кемпбелл     |
| Кейт Гадсон         | Чак Каннінгем      |
| Саванна Джейд       | Сіл                |
| Лорен Лестер        | зауч Рейд          |
| Мерікармен Лопес    | Тріш               |
| Софія Мітчелл       | Трейсі             |
| Еліс Ніл            | місіс Гупер        |
| Торі Столпер        | Еліс Вейд          |
| Вільям Токарські    | містер Гордон      |